# Петровська Горка
Петровська Горка (рос. Петровская Горка) — присілок у Лузькому районі Ленінградської області Російської Федерації.
Населення становить 25 осіб. Належить до муніципального утворення Скребловське сільське поселення.

## Історія
Згідно із законом від 28 вересня 2004 року № 65-оз належить до муніципального утворення Скребловське сільське поселення.

## Населення
| 1838 | 1862 | 1958 | 1997 | 2007 | 2010 |
| ---- | ---- | ---- | ---- | ---- | ---- |
| 230  | ↗254 | ↘145 | ↘37  | ↘26  | ↘25  |